# Pentyl (sprängämne)
Pentyl (pentaerytritoltetranitrat, C(CH2ONO2)4) är ett sprängämne. Det är vitt kristallint pulver som ingår i bland annat sprängdeg. Den kan upphettas till 100 °C under längre tid utan att sönderdelas och är nästan olöslig i vatten. Pentyl är därför mycket lagringsbeständigt. Det har stort energiinnehåll och har hög förbränningshastighet och lämpar sig utmärkt för detonatorer och sprängkapslar.
Efter tillsats av 10 % paraffin blir pentyl plastisk och känsligheten vid hantering ungefär som vid trotyl. Detonationshastigheten vid skrymvikten 1 700 kg/m³ är 8 400 m/s.
Pentyl används även som sprängblock (block i fast form av olika storlekar) och som exploderande stubin (där pentylen är ett vitt pulver i ett snörliknande hölje). Den höga detonationshastigheten gör att en pentylstubin kan förbinda många sprängpunkter och ändå ge i princip samtidig detonation. Skarvning och förgrening är mycket enkel och kan bestå av en knut men det finns även enkla plastclips som håller samman flera pentylstubiner.
Pentyl är kraftigare än trotyl, som konventionellt tas som värdemätare på sprängkraft. Effektivitetsfaktorn RE för pentyl är 1,66.

## Löslighet
Pentyl är praktiskt taget olösligt i vatten vid måttlig temperatur, men hydrolyseras till binitrat vid 100 °C och högre. Svagt lösligt i bl.a. bensin och koltetraklorid och lättlösligt enligt nedanstående tabell.
| Ämne            | Löslighet (g/kg lösning) | Temperatur (°C) |
| --------------- | ------------------------ | --------------- |
| Aceton          | 150                      | 20 °C           |
| Aceton          | 550                      | 60 °C           |
| Dimetylformamid | 400                      | 40 °C           |
| Dimetylformamid | 700                      | 70 °C           |

## Medicinskt
Pentyl vidgar blodkärlen och sänker därmed blodtrycket, vilket gör att det kan användas vid behandling av vissa former av kärlkramp (angina pectoris).
Som läkemedel har pentyl marknadsförts i olika länder under namnen
- Lentonitrat
- Nitropenta
- Pentalong
- Pentanitrolum
- Pentanitrolum comp (innehåller även en liten mängd nitroglycerin)
- Pentrit

## Etymologi
Namnet pentyl kan härledas från grekiska penta = 5, med syftning på molekylens fem kolatomer.

## Bilder

Tillverkningssteg
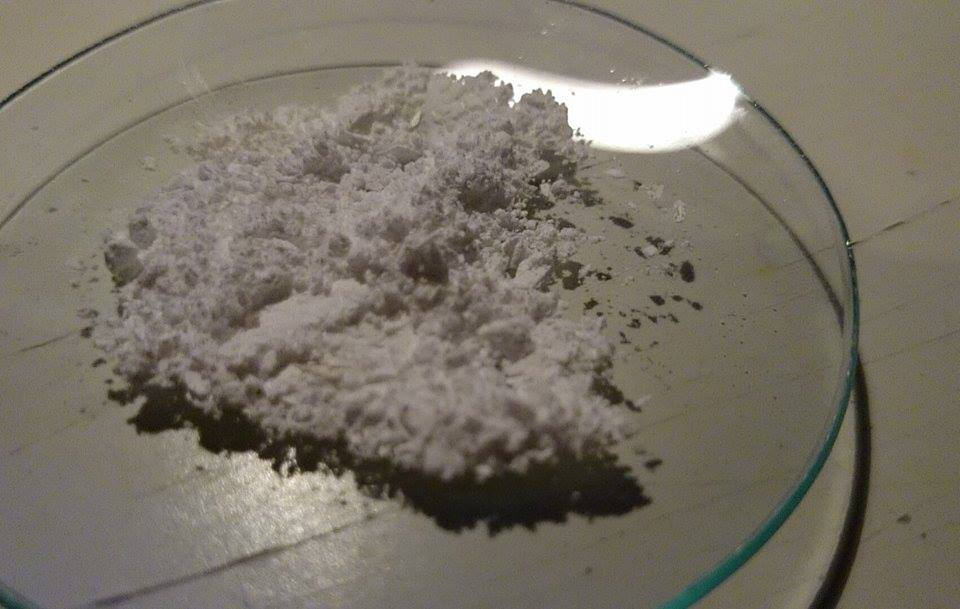
Utseende före kristallisering i aceton
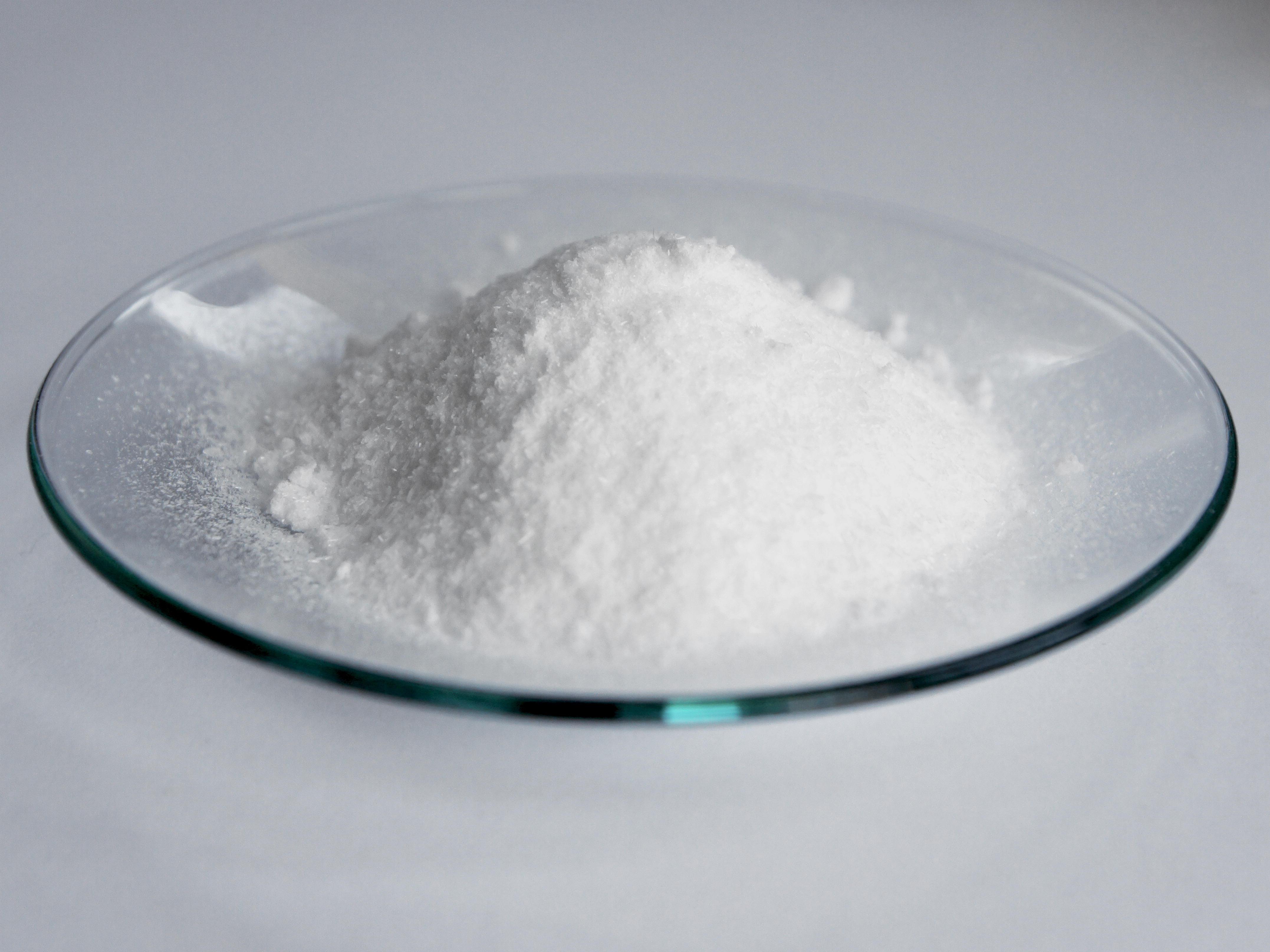
Utseende efter kristallisering i aceton